# 巴瓦尼凯拉
巴瓦尼凯拉（Bawani Khera），是印度哈里亚纳邦Bhiwani县的一个城镇。总人口17438（2001年）。

## 人口
该地2001年总人口17438人，其中男性9255人，女性8183人；0—6岁人口2958人，其中男1543人，女1415人；识字率55.65%，其中男性为66.32%，女性为43.59%。